# Nesse (Dornum)
Nesse ist seit 2001 ein Ortsteil der Gemeinde Dornum und ein Flecken in Ostfriesland. Im Jahr 2016 hatte der Ortsteil 677 Einwohner.

## Lage und Verkehrsanbindung
Nesse liegt am östlichen Rand der ehemaligen Hilgenrieder Bucht. Die heutige Entfernung zur nördlich gelegenen Nordseeküste beträgt etwa drei Kilometer. Dornum, Hauptort der Gemeinde, befindet sich ebenfalls etwa drei Kilometer entfernt in östlicher Richtung. Sechs Kilometer westlich von Nesse schließt sich der Nachbarort Hagermarsch an.
Der Dorfmittelpunkt liegt auf einer 5,76 Meter über NN hohen Warft. Die Niedersächsische Wurtenforschung stellte bei einer Grabung im Jahr 1958 fest, dass die Warf bis zur genannten Höhe planmäßig von Menschenhand errichtet worden ist. Im Unterschied zu den bäuerlichen Warfen ist die Nessmer Warf relativ langgestreckt und einem etwas überdimensionierten Deich vergleichbar. Umgeben ist die Nesser Siedlungswarft von Kalkmarsch, der sogenannten Nessmer Marsch.
Nesse wird von der Kreisstraße 210 durchquert, die den Flecken Hage mit Dornum verbindet. Die nächsten Bahnhöfe befinden sich in Esens (NordWestBahn) und Norden. Zu erreichen sind sie über die Buslinie 302, die von Norden nach Esens führt und in Nesse über eine Haltestelle verfügt. Vom Hafen Neßmersiel aus gibt es eine tideabhängige Schiffsverbindung zur Insel Baltrum.

## Geschichte
Nesse entstand im 9. Jahrhundert als Handelssiedlung. Die Häuser der Warenhändler und Handwerker, schlichte Stabhäuser mit einer Grundfläche von etwa sechs mal acht Metern, standen rechts und links der über die Warfkrone geführten Straße. Nesse ist damit eine typische Wiksiedlung. Bei Ausgrabungen stellten die Archäologen fest, dass die sonst bei Warfsiedlungen üblichen Mistschichten fehlen. Sie schlossen daraus, dass die Viehhaltung in den Anfängen der Besiedlung Nesses kaum eine Rolle spielten. Archäologische Funde weisen auf eine anfangs rege Handelstätigkeit hin. Mit dem Aussterben des friesischen Wanderhandels im 11. Jahrhundert und dem Emporkommen des sogenannten städtischen Kaufmanns nahm die Bedeutung der Handelswiken ab. Auch die zunehmende Verlandung der Hilgenrieder Bucht trug wohl zu dieser Entwicklung bei. An die Stelle des Handels trat nun vermehrt das Handwerk und der kleine Gewerbebetrieb. Die ursprünglich freien Abhänge der Warf wurden ebenfalls in diesem Zeitraum durch landwirtschaftliche Höfe überbaut.
Auf das 11. Jahrhundert datiert auch eine erste urkundliche Erwähnung des Ortsnamens. Sie findet sich im Heberegister des Klosters Werden. Dort wird in einer Eintragung die Schenkung eines Territoriums in Friesland dokumentiert, das den Namen Nas (= Landzunge, Vorsprung) trägt. Mit hoher Wahrscheinlichkeit ist das dort erwähnte Nas mit Nesse identisch. Der heutige Name Nesse taucht erstmals im Jahr 1408 auf.
Nesse, dessen Kirchspiel von Arle aus gegründet wurde, ist die Mutterortschaft einer ganzen Reihe von Siedlungen in der näheren Umgebung. Dazu gehören neben Einzelgehöften unter anderem zwei Deichreihensiedlungen (Nessmeraltenende, Nessmergrode) und eine Sielsiedlung (Nessmersiel).
Verschiedene Flurbezeichnungen wie Burgacker, Thoorn (= Turm) und Zingel bezeugen, dass sich in Nesse ein Häuptlingssitz mit Burg befunden hat. Darauf deutet auch eine Liegenschaft mit der Bezeichnung Burgstätte hin. Sie befindet sich beim Osteingang des Dorfes. Hier stand vermutlich die Burg des Dornumer Häuptlings Hero Attena. Sein Sohn Lütet Attena, der mit Okka aus dem bekannten ostfriesischen Häuptlingsgeschlecht tom Broek verheiratet war, bewohnte als erster Nessmer Häuptling die Burganlage Ende des 14. Jahrhunderts. Ubbo Emmius berichtet in seiner Friesischen Geschichte, dass Lütet seine Ehefrau wegen ihres ehebrecherischen Lebenswandels 1410 in Nesse erschlug.  Quade Foelke, die Mutter der Erschlagenen, befahl daraufhin einen Rachefeldzug, in dessen Verlauf die Attena-Burgen in Dornum und Nesse zerstört wurden. Hero und Lütet, die sich auf "Gnade und Ungnade" ergeben hatten, ließ Quade Foelke auf dem Dornumer Burghof hinrichten. Auf den Resten der ersten Burg errichtete Hajo Elstena ein neues Gebäude. Er kam nach der Chronik Eggerik Beningas 1443 bei einer kriegerischen Auseinandersetzung am Accumer Tief ums Leben. Die Burgstätte im östlichen Nessmer Eingangsbereich muss später mit einem Steinhaus bebaut worden sein. Urkunden berichten, dass ein Haus, das sich im 17. Jahrhundert auf dem Burgplatz befand, für 12.000 Taler an den Generalfeldmarschall Gustav Wilhelm von Wedel verkauft worden ist. Als weiterer Burgeigentümer in Nesse wird Graf Ulrich Cirksena genannt. Dessen Burg lag aber vermutlich im Siedlungsgebiet Nessmergrode. Letzter Häuptling von Nesse war ein aus dem Hause Attena stammender Junker und Hauptmann der Emder Garnison. Er verstarb am 13. Dezember 1669 in Emden und wurde am Heiligabend desselben Jahres nach Nesse überführt.
Im 18. und 19. Jahrhundert prägten neben der Landwirtschaft vor allem eine breite Palette von Handwerken das Ortsbild. Das Einwohnerverzeichnis von 1719 nennt jeweils vier Bäcker, Brauer und Schuster. Das Zimmermannshandwerk war mit drei Betrieben vertreten. Außerdem sind zwei Weber und zwei Lakenhändler verzeichnet. Einmal vorhanden waren unter anderem folgende Handwerksberufe: Barbier, Schmied und Schneider. Rund 160 Jahre später waren sogar sieben Zimmerleute, sechs Schuster und vier Schmiede in Nesse registriert. Neu hinzugekommen waren unter anderem ein Galanteriewarenhändler, ein Stellmacher, drei Gastwirte und ein Uhrmacher. Zwei ortsansässigen Kaufleute verdienten sich als Postagenten und als Auktionator ein Zubrot. Verschwunden war 1880 unter anderem das Brauer-Handwerk.
Am 1. Juli 1972 wurden die Gemeinden Neßmersiel und Westdorf eingegliedert.
Vom 2. August 1972 bis zum 31. Oktober 2001 war der Ort ein Teil der Samtgemeinde Dornum.
Am 1. November 2001 kam Nesse zur Gemeinde Dornum.

## Wappen
| | Blasonierung: „Geteilt von Gold (Geld) und Schwarz; oben ein wachsender rotbewehrter schwarzer Bär mit goldenem (gelbem) Halsband, unten zwischen zwei goldenen (gelben) sechszackigen Sporenrädern eine aufrechte goldene (gelbe) Kornähre.“ |
| Wappenbegründung: Das von Ulf-Dietrich Korn entworfene Wappen wurde am 13. Januar 1964 vom Regierungspräsidenten in Aurich verliehen. Es symbolisiert die Geschichte des Ortes: Der Bär ist dem Wappen der Attenas entnommen. Die Ähre verdeutlicht die Fruchtbarkeit des Nesser Marschlandes. Die Sporenräder stammen aus dem Wappen der ehemaligen Kreisstadt Norden. | |

## Sehenswürdigkeiten

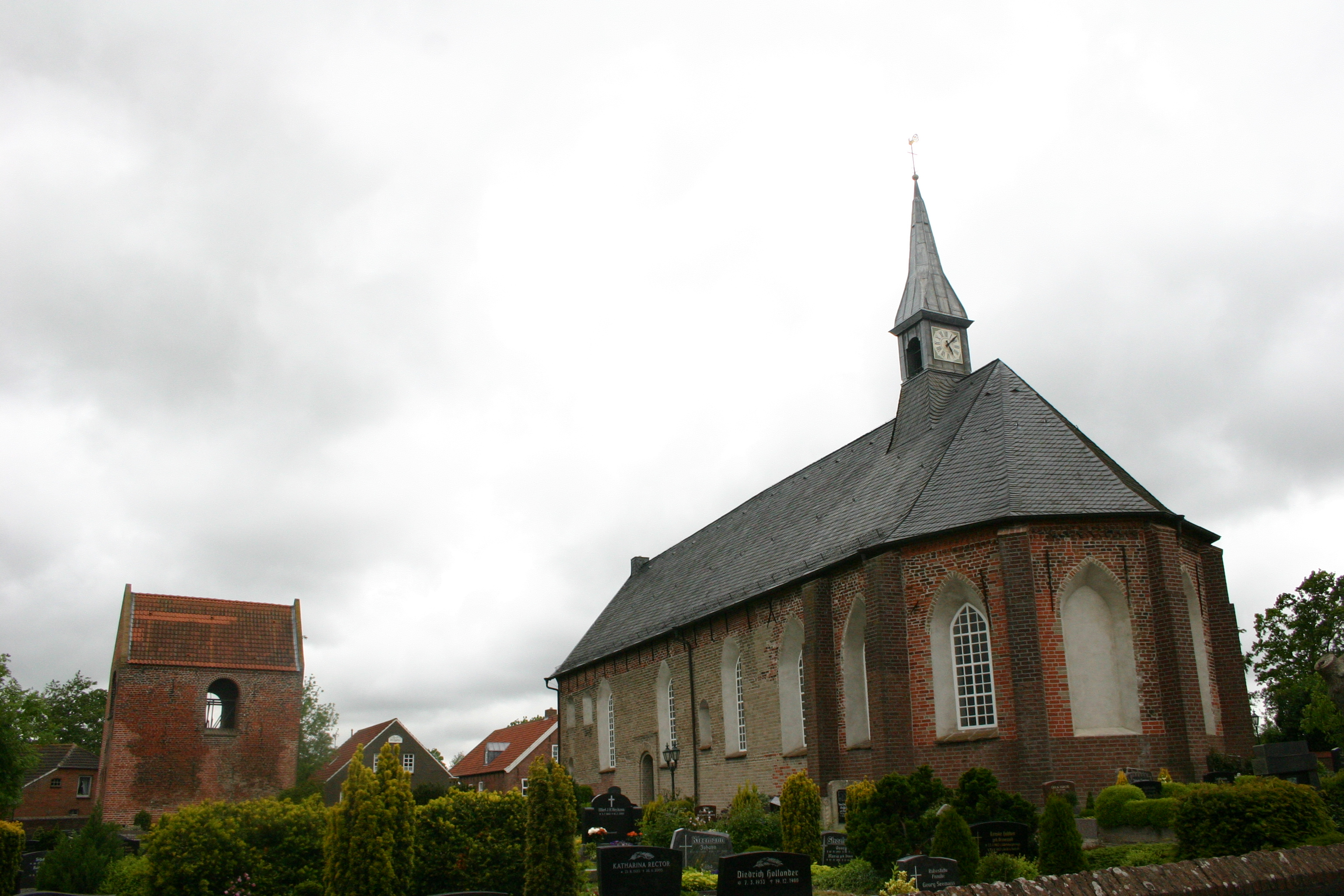
St.-Marien-Kirche (von Osten)

Sehenswert ist die evangelisch-lutherische St.-Marien-Kirche aus dem 12. Jahrhundert und das darin befindliche Sandstein-Taufbecken. Mit dem Pfarrhaus, dem Organistenhaus, dem externen Glockenturm und dem Friedhof findet man hier den am besten erhaltenen Kirchenkomplex Ostfrieslands. Die Apsis der Kirche wurde gegen Ende des 12. Jahrhunderts erbaut.

## Persönlichkeiten
- Lütet Attena († um 1410), erster Häuptling von Nesse
- Hajo von Nesse (1562–1620), Rechtswissenschaftler, Hochschullehrer und mecklenburgischer Kanzler
- Remmer Janssen (1850–1931), lutherischer Pastor und origineller ostfriesischer Erweckungsprediger, leistete in den Jahren 1876/77 in Nesse sein Vikariat ab.[15]
- Rudolf Bielefeld (1867–1933), Pädagoge, Heimatforscher und Schriftsteller[16]